# 四川省人民代表大会常务委员会
30°39′08″N 104°03′43″E / 30.65233°N 104.06194°E
四川省人民代表大会常务委员会（简称四川省人大常委会）是四川省人民代表大会的常设机关，对四川省人民代表大会负责并报告工作。其主要职责是：行使地方立法权、重大事项决定权、监督权和人事任免权。

## 历史沿革
中华人民共和国1954年宪法及地方组织法并未规定设置省级人大的常设机关。
1979年7月，第五届全国人民代表大会第二次会议通过《关于修正中华人民共和国宪法若干规定的决议》，其中规定：“县和县以上地方各级人民代表大会设立常务委员会，它是本级人民代表大会的常设机关”。1979年12月，召开四川省第五届人民代表大会第二次会议，选举产生常务委员会。

## 机构设置

### 专门委员会及办事工作机构
- 办公厅
- 法制工作委员会
- 人事代表工作委员会
- 预算工作委员会
- 港澳台事务工作委员会
- 研究室
- 信访办公室
- 法制委员会
- 民族宗教委员会
- 监察和司法委员会
- 经济委员会
- 教育科学文化卫生委员会
- 农业与农村委员会
- 城乡建设环境资源保护委员会
- 外事侨务委员会
- 预算委员会
- 社会建设委员会
- 机关党委
- 代表资格审查委员会

### 事业单位
- 四川省人大常委会办公厅机关服务中心
- 四川省省级机关老干部休养三所
- 四川省人大常委会办公厅培训中心
- 四川省人大常委会办公厅信息中心
- 四川省人大常委会办公厅预算联网中心
- 《人民权力报》社
- 《民主法制建设》杂志社

## 历届组成人员

### 第五届
- 任期：1979年12月－1983年4月
- 主任：杜心源
- 副主任：李林枝、张秀熟、刘子毅、童少生、李中一、谷志标、裴昌会、伍精华、马识途、刘云波
- 秘书长：

### 第六届
- 任期：1983年4月－1988年1月
- 主任：杜心源（1985年5月辞任） → 何郝炬（1985年5月补选）
- 副主任：秦传厚、张秀熟（1985年5月辞任）、裴昌会、刘子毅（1985年5月辞任）、童少生、彭迪先、马识途、冀春光、孟东波、刘云波、刘海泉、刘西林、扎西泽仁、王敖（1985年5月补选）、邓自力（1985年5月补选）、王彦立（1985年5月补选）
- 秘书长：

### 第七届
- 任期：1988年1月－1993年2月
- 主任：何郝炬
- 副主任：王敖、王彦立、韦思琪、扎西泽仁、邓自力、白尚武、刘西林、刘海泉、宋大凡、康振黄、劉元瑄（1989年1月当选）、饶用虞（1989年1月当选）
- 秘书长：刘海泉

### 第八届
- 任期：1993年2月－1998年1月
- 主任：杨析综
- 副主任：宋大凡（1996年2月辞任）、康振黄、罗通达、饶用虞（1996年2月辞任）、任凌云、韦思琪（1997年4月终止）、王叔云、孙自强、孟俊修、徐尚志、刘子寿（1995年2月当选）、李永寿（1995年2月当选）、牟绪珩（1996年2月当选）
- 秘书长：孟俊修

### 第九届
- 任期：1998年1月－2003年1月
- 主任：谢世杰
- 副主任：孟俊修、牟绪珩、孙自强、刘子寿、李永寿（2001年1月辞任）、张宗源、刘永顺、张国辉、钮小明、卢铁城（2002年3月辞任）、黄寅逵（2001年2月当选）、徐世群（2001年2月当选）、席义方（2002年4月当选）、敬中春（2002年4月当选）
- 秘书长：杨启泉

### 第十届
- 任期：2003年1月－2008年1月
- 主任：张学忠（2007年1月辞任） → 杜青林（2007年1月当选）
- 副主任：黄寅逵（2006年1月辞任）、席义方、牟绪珩（2006年1月辞任）、徐世群（2006年1月辞任）、刘子寿、张宗源（2006年1月辞任）、刘永顺（2006年1月辞任）、钮小明、马开明（2007年10月逝世）、敬中春（2007年1月辞任）、陶晞晦、陈德玉（2005年11月终止）、王荣轩（2004年2月当选）、陈文光（2006年1月当选）、李洪仁（2006年1月当选）、甘道明（2007年1月当选）、韩忠信（2007年1月当选）、杨志文（2007年1月当选）
- 秘书长：杨启泉

### 第十一届
- 任期：2008年1月－2013年1月
- 主任：刘奇葆
- 副主任：甘道明（2011年1月20日辞任）、韩忠信（2011年1月20日辞任）、李崇禧（2011年1月24日补选）、王少雄（2011年1月24日补选）、彭渝（2011年1月24日补选[3]）、郭永祥、杨志文（2011年1月20日辞任[4]）、张东升、王宇坤
- 秘书长：袁本朴 → 曾省权（2012年1月当选）

### 第十二届
- 任期：2013年1月－2018年1月
- 主任：王东明
- 副主任：张东升（2017年1月20日辞任）、黄润秋（2014年1月23日当选[5]，2016年3月调离）、彭渝、陈光志（2015年2月1日当选[6]）、黄彦蓉（2016年1月29日当选）、黄新初（2017年1月20日当选[7]）、刘道平、曾省权（2017年1月20日辞任）、赵爱明、刘家强、李向志（2014年1月23日当选）、刘作明（2016年1月29日当选）
- 秘书长：曾省权（2016年1月26日辞任[8]） → 焦伟侠（2016年1月29日当选[9]）

### 第十三届
- 任期：2018年1月－2023年1月
- 主任：王东明（2019年1月10日辞任[10]） → 彭清华（2019年1月19日当选[11]）
- 副主任：黄新初（2021年2月2日辞任[12]）、王宁（2020年5月12日当选）、王铭晖（2020年5月12日当选[13]、2022年1月21日辞任）、陈文华（2022年1月21日辞任）、刘捷（2020年5月12日辞任）、叶壮（2022年1月21日辞任）、刘作明（2021年2月2日辞任[12]）、包惠（2022年1月21日辞任）、侯晓春（2019年9月24日辞任[14]）、王一宏（2021年2月2日当选[15]）、杨洪波（2021年2月2日当选[15]）、彭琳（2021年2月2日当选[15]）、宋朝华（2021年2月2日当选[15]）、王菲（2021年2月2日当选[15]）、王雁飞（2022年1月21日当选[16]）、邓勇（2022年1月21日当选[16]）、刘坪（2022年1月21日当选[16]）、何延政（2022年1月21日当选[16]）
- 秘书长：焦伟侠（2021年2月2日辞任[12]） → 贾瑞云（2021年2月2日当选[17]）

### 第十四届
- 任期：2023年1月－
- 主任：王晓晖
- 副主任：王雁飞、罗强、祝春秀、彭琳、宋朝华（2025年1月24日辞任[18]）、王菲、刘坪、何延政、朱家德、何礼
- 秘书长：贾瑞云